# Drasteria yerburyi
Drasteria yerburyi är en fjärilsart som beskrevs av Butler 1892. Drasteria yerburyi ingår i släktet Drasteria och familjen nattflyn. Inga underarter finns listade i Catalogue of Life.